# José Luis Chávez
José Luis Chávez Sánchez (ur. 18 maja 1986 w Santa Cruz) – boliwijski piłkarz występujący na pozycji prawego pomocnika, obecnie zawodnik meksykańskiego Atlasu.

## Kariera klubowa
Chávez pochodzi z miasta Santa Cruz i jest wychowankiem tamtejszego zespołu Club Blooming. Do seniorskiej drużyny został włączony jako osiemnastolatek i wówczas także zadebiutował w Liga de Fútbol Profesional Boliviano. W jesiennym sezonie Apertura 2005 zdobył z Bloomingiem tytuł mistrza Boliwii, lecz pozostawał wówczas wyłącznie rezerwowym ekipy. Nie potrafiąc wywalczyć sobie miejsca w wyjściowym składzie, na początku 2007 roku odszedł do niżej notowanej drużyny z tego samego miasta, Club Destroyers. Tam spędził rok w roli podstawowego piłkarza, nie odnosząc większych sukcesów, po czym przeniósł się do Universitario de Sucre. W barwach tej drużyny podczas rozgrywek Apertura 2008 zanotował pierwsze w historii klubu mistrzostwo Boliwii, będąc kluczowym punktem zespołu prowadzonego wówczas przez trenera Eduardo Villegasa. W styczniu 2009 powrócił do swojego macierzystego Club Blooming, gdzie tym razem od razu wywalczył sobie pewne miejsce w wyjściowej jedenastce i w sezonie Clausura 2009 po raz trzeci w karierze został mistrzem kraju. Barwy Bloomingu reprezentował ostatecznie przez cztery lata jako podstawowy zawodnik.
Wiosną 2013 Chávez został piłkarzem meksykańskiej drużyny Club Atlas z siedzibą w mieście Guadalajara. W tamtejszej Liga MX zadebiutował 19 stycznia 2013 w przegranym 0:1 spotkaniu z Tigres UANL, natomiast premierowego gola w nowym zespole strzelił 16 lutego tego samego roku w wygranej 2:1 ligowej konfrontacji z Monterrey. W jesiennym sezonie Apertura 2013 dotarł z Atlasem do finału krajowego pucharu – Copa MX.
| Sezon     | Klub                   | Kraj    | Rozgrywki | Mecze | Bramki |
| --------- | ---------------------- | ------- | --------- | ----- | ------ |
| 2004      | Club Blooming          | Boliwia | LFPB      | 10    | 0      |
| 2005      | Club Blooming          | Boliwia | LFPB      | 8     | 0      |
| 2006      | Club Blooming          | Boliwia | LFPB      | 15    | 0      |
| 2007      | Club Destroyers        | Boliwia | LFPB      | 28    | 2      |
| 2008      | Universitario de Sucre | Boliwia | LFPB      | 28    | 6      |
| 2009      | Club Blooming          | Boliwia | LFPB      | 30    | 3      |
| 2010      | Club Blooming          | Boliwia | LFPB      | 34    | 2      |
| 2011      | Club Blooming          | Boliwia | LFPB      | 19    | 5      |
| 2011/2012 | Club Blooming          | Boliwia | LFPB      | 28    | 2      |
| 2012/2013 | Club Blooming          | Boliwia | LFPB      | 17    | 3      |
| 2012/2013 | Club Atlas             | Meksyk  | Liga MX   | 13    | 1      |
| 2013/2014 | Club Atlas             | Meksyk  | Liga MX   |       |        |

## Kariera reprezentacyjna
W 2003 roku Chávez został powołany przez urugwajskiego szkoleniowca Wáltera Roque do reprezentacji Boliwii U-17 na Młodzieżowe Mistrzostwa Ameryki Południowej. Tam pełnił rolę podstawowego zawodnika swojej drużyny i wystąpił we wszystkich czterech spotkaniach, z czego w trzech w wyjściowym składzie, nie zdobywając ani jednej bramki. Jego kadra, będąca wówczas gospodarzem kontynentalnego turnieju, zanotowała natomiast słaby występ; po osiągnięciu remisu i trzech porażek odpadła z turnieju już w pierwszej rundzie i nie zdołała się ostatecznie zakwalifikować na Mistrzostwa Świata U-17 w Finlandii.
W seniorskiej reprezentacji Boliwii Chávez zadebiutował za kadencji selekcjonera Erwina Sáncheza, 6 sierpnia 2008 w przegranym 0:3 meczu towarzyskim z Gwatemalą. W późniejszym czasie wystąpił w eliminacjach do Mistrzostw Świata 2010, podczas których rozegrał jedno spotkanie, zaś jego kadra nie zdołała się ostatecznie zakwalifikować na mundial. W 2011 roku znalazł się w ogłoszonym przez trenera Gustavo Quinterosa składzie na turniej Copa América, podczas którego wystąpił w dwóch spotkaniach, pełniąc wyłącznie rolę rezerwowego, a jego drużyna odpadła z rozgrywek już w fazie grupowej. W następnych latach brał również udział w eliminacjach do Mistrzostw Świata 2014, w ramach których ośmiokrotnie pojawiał się na boiskach, lecz Boliwijczycy ponownie nie awansowali na światowy czempionat. Pierwszą bramkę w kadrze narodowej zdobył 14 sierpnia 2013 w zremisowanym 2:2 sparingu z Wenezuelą.